# Шура (співак)
ШурА, або SHURA (справжнє ім'я — Олександр Володимирович Медведєв, нар. 20 травня 1975 року, Новосибірськ) — російський естрадний співак і автор пісень (поет) пісенні хіти: «Відшуміли літні дощі» і «Ти не вір сльозам».
У 2014 році публічно підтримав анексію Криму Росією. Фігурант бази даних центру «Миротворець» (свідоме порушення державного кордону України; незаконна гастрольна діяльність на території анексованого РФ Криму).

## Біографія
Народився в Новосибірську 20 травня 1975 року.
Батько Володимир і мати Світлана познайомилися, коли Володимиру було двадцять років, а Світлані — сімнадцять. Через рік після знайомства народився Саша. Незабаром пара розлучилася, а пізніше Світлана вийшла заміж за Миколу Дудченка. Рідний батько не брав жодної участі в житті сина. Олександр був небажаною дитиною, мати часто била його, а в 9 років віддала в дитячий будинок. На його 25 років тітка подарувала йому кеглю, і цієї кеглею його молодший брат Міша, з яким Саша часто ворогував, вибив йому три передніх зуба.
Вже з тринадцяти років після шкільних занять співав в новосибірському ресторані «Русь», де працювала шеф-кухарем його бабуся Віра Михайлівна.
За словами ШурИ, у нього було багато викладачів, які намагалися навчити його співати, але він вважав за краще відмовитися від будь-якого навчання, бо внаслідок відсутності зубів і неправильного дихання йому важко давалася наука вокалу.
Загальноосвітню школу № 110 в Новосибірську ШурА не закінчив: був виключений після шостого класу з довідкою про «неповну середню освіту». З дитинства грав у естрадного співака. Протягом чотирьох років працював у дитячих таборах піонервожатим. З ранніх років вмів готувати, шити, вишивати, плести макраме, деякий час вів гурток рукоділля. На шкільних вечорах найчастіше грав роль Баби-Яги. В середині 90-х років Шура стає «масовиком-затійником», який вміє, не дивлячись на зовнішню екстравагантність, непогано розважати публіку. З 17 років починає виконувати пісні новосибірського композитора Павла Єсеніна.
Можна сказати, що ресторан подарував мені шанс. Саме там, коли мені було 17 років, я познайомився з молодим музикантом Павлом Єсеніним. Паша написав для мене кілька пісень, з часом вони стали хітами. Першою людиною, яка оцінила мій альбом, стала бабуся. Вона сказала: "Ти так добре співаєш! Ось тільки якою мовою, я не зрозуміла ". Потім Паша переконав мене, що з цим альбомом мені світить успіх, і я відправився з Новосибірська в Москву.— ШурА
Пік його популярності припав на кінець 1990-х років. Набув популярність за рахунок епатажної манери виконання і зовнішності — особливістю виконавця до деякого часу була відсутність передніх зубів. Деякі пісні (наприклад, «Відшуміли літні дощі», «Твори добро», «Холодний місяць» і «Ти не вір сльозам») стали об'єктами численних пародій.
У січні 2003 року поставив зубні протези.
ШурА був наркозалежним, на лікування від наркозалежності витратив 2000 доларів,потім переніс рак яєчка. Йому терміново була проведена операція по його видаленню і курс з 18 сеансів хіміотерапії, реабілітаційний період у нього зайняв 5 (п'ять) років. ШурА пересувався на інвалідному візку, ходити не міг, у нього був тремор правої руки, який тривав півтора року. На своє лікування в клініках Росії і Швейцарії ШурА витратив близько мільйона доларів у 2004 році.
У 2007 році взяв участь у шоу «Ти — Суперстар!» на каналі НТВ.
У 2015 році взяв участь у третьому сезоні шоу «Один в один!» на каналі Росія-1.
10 січня 2018 року переніс операцію із заміни тазостегнового суглоба в Російському науковому центрі «Відновна травматологія та ортопедія» імені академіка Г. А. Ілізарова.
У лютому 2019 року поставив зубні імплантати.
Восени 2019 року ЗМІ повідомили про публікацію пісні (на слова його ж авторства) «Твори добро» в казахстанських підручниках для початкової школи. У Інстаграмі співак прокоментував це так: «Ні в якому разі не претендую на Пушкіна, Крилова та інших великих поетів, в даному випадку мій вірш включено у рубрику „Від серця до серця“… але абсолютно згоден з укладачами навчального посібника ННПООЦ „Бобек“, яке звернуло увагу на смисловий зміст тексту і позитивне звучання». За словами співака, пісня була написана, коли у нього виявили рак.
У березні 2020 року знову також переніс термінову операцію по видаленню грижі стравохідного отвору діафрагми, яка стала у нього перероджуватися в новий рак. Лікарі припустили, що вона у нього поступово з'явилася через його надмірну повноту і наполегливо порекомендували йому негайно і терміново схуднути на 30-40 кілограм, прописавши йому сувору онкодиєту, що він негайно і зробив.

## Родина
- Батько Володимир Васильович Шапкін (1954—2004 роки).
- Мати Світлана Іванівна Медведєва (нар. 17 березня 1957 року).
- Вітчим Микола Дудченко.
- Молодший брат Михайло Миколайович Дудченко (нар. у 1978 році) — бізнесмен[15].
- Племінниця Дудченко Аліна (нар. 8 серпня 2003 року).
- Бабуся по батькові Галина Яківна Шапкіна.
- Бабуся по матері Віра Михайлівна Медведєва.

## Особисте життя
Незважаючи на початкові дані про гомосексуальність співака, яку він назвав частиною свого іміджу, в травні 2010 року Шура представив публіці свою наречену Лізу.

## Альбоми, сингли
Перші два альбоми записані у співпраці з композитором Павлом Єсеніним, який також виступив на них в ролі бек-вокаліста.
- 1997 — «Shura»
- 1998 — «Shura-2»
- 1999 — «Сказка» (1-а версія exclusive single)
- 2000 — «Сказка» (2-а версія «Небо за нас»); «Заветный край»
- 2003 — «News»
- 2004 — «Заборонена любов» (feat. Ірина Бережна) (original + remix single's)
- 2011 — «Новий день»
- 2012 — «Серце б'ється» (сингл)
- 2012 — «Молитва» (сингл) (feat. Світлана Сурганова)
- 2014 — «Сміх і сльози» (сингл)
- 2015 — «Сни» (сингл)
- 2015 — «Наше літо» (сингл)
- 2016 — «Серце б'ється» (сингл)
- 2017 — «Подруга» (сингл)
- 2018 — «Важливе щось» (сингл)
- 2019 — «На стилі 90-х» (сингл) (feat. Стас Костюшкін)
- 2019 — «Слухай» (сингл)